# BattleTech: The Crescent Hawk's Inception
BattleTech: The Crescent Hawk's Inception est un jeu vidéo de rôle au tour par tour développé par Westwood Studios et publié en 1988 par Infocom sur PC, Amiga, Apple II, Atari ST et Commodore 64. Il est la première adaptation en jeu vidéo de la franchise BattleTech dont il reprend l’univers, incluant certains mondes, les institutions, les personnages, les armes et les Battlemechs hauts de trois étages.  Le jeu s'est vendu à plus de 14 000 exemplaires en 1988.

## Accueil
| BattleTech |      |        |
| Média      | Nat. | Notes  |
| ACE        | GB   | 80,1 % |
| CU Amiga   | GB   | 81 %   |
| Gen4       | FR   | 89 %   |
| Your Amiga | GB   | 68 %   |
| Zzap!64    | GB   | 45 %   |